# سیلوین شومه
سیلوَن شومه (فرانسوی: Sylvain Chomet‎؛ زادهٔ ۱۰ نوامبر ۱۹۶۳) یک کارگردان، و فیلم‌نامه‌نویس اهل فرانسه است.